# Finlandia na Zimowych Igrzyskach Olimpijskich 2018
Finlandię na Zimowych Igrzyskach Olimpijskich 2018 reprezentowało 105 zawodników: 64 mężczyzn i 41 kobiet. Był to 23 start reprezentacji Finlandii na zimowych igrzyskach olimpijskich.

## Statystyki według dyscyplin
| Lp.     | Dyscyplina            | Mężczyźni | Kobiety | Łącznie |
| ------- | --------------------- | --------- | ------- | ------- |
| 1       | Biathlon              | 3         | 5       | 8       |
| 2       | Biegi narciarskie     | 11        | 8       | 19      |
| 3       | Curling               | 1         | 1       | 2       |
| 4       | Hokej na lodzie       | 25        | 23      | 48      |
| 5       | Kombinacja norweska   | 5         | -       | 5       |
| 6       | Łyżwiarstwo figurowe  | -         | 1       | 1       |
| 7       | Łyżwiarstwo szybkie   | 2         | 1       | 3       |
| 8       | Narciarstwo alpejskie | 2         | -       | 2       |
| 9       | Narciarstwo dowolne   | 3         | -       | 3       |
| 10      | Skoki narciarskie     | 5         | 1       | 6       |
| 11      | Snowboarding          | 7         | 1       | 8       |
| Łącznie | Łącznie               | 64        | 41      | 105     |

## Zdobyte medale
| Medal  | Zawodnik | Dyscyplina        | Konkurencja            | Rezultat                                              | Data      |
| ------ | --- | ----------------- | ---------------------- | ----------------------------------------------------- | --------- |
| Złoto  | Iivo Niskanen | Biegi narciarskie | bieg na 50 km mężczyzn | 2:08:22,1                                             | 24 lutego |
| Srebro | Krista Pärmäkoski | Biegi narciarskie | Bieg na 30 km kobiet   | 1:24:07,1                                             | 25 lutego |
| Brąz   | Krista Pärmäkoski | Biegi narciarskie | bieg łączony kobiet    | 40:55,0                                               | 10 lutego |
| Brąz   | Krista Pärmäkoski | Biegi narciarskie | bieg na 10 km kobiet   | 25:32,4                                               | 15 lutego |
| Brąz   | Meeri Räisänen Noora Räty Eveliina Suonpää Jenni Hiirikoski Mira Jalosuo Isa Rahunen Rosa Lindstedt Ella Viitasuo Minnamari Tuominen Ronja Savolainen Venla Hovi Linda Välimäki Anniina Rajahuhta Riikka Välilä Petra Nieminen Emma Nuutinen Sanni Hakala Noora Tulus Sara Säkkinen Saila Saari Michelle Karvinen Tanja Niskanen Susanna Tapani | Hokej na lodzie   | Turniej kobiet         | W meczu o brązowy medal pokonały reprezentantki Rosji | 21 lutego |
| Brąz   | Enni Rukajärvi | Snowboarding      | slopystyle kobiet      | 75,38                                                 | 12 lutego |

## Skład kadry

### Biathlon
| Zawodnik                                                      | Konkurencja                  | Czas      | Kary | Pozycja | Źródło |
| ------------------------------------------------------------- | ---------------------------- | --------- | ---- | ------- | ------ |
| Olli Hiidensalo                                               | Sprint mężczyzn              | 24:26,3   | 0    | 19.     | [ 1 ]  |
| Tero Seppälä                                                  | Sprint mężczyzn              | 24:27,3   | 1    | 20.     | [ 1 ]  |
| Tuomas Grönman                                                | Sprint mężczyzn              | 25:24,3   | 1    | 45.     | [ 1 ]  |
| Tero Seppälä                                                  | Bieg pościgowy mężczyzn      | 36:09,9   | 5    | 25.     | [ 2 ]  |
| Olli Hiidensalo                                               | Bieg pościgowy mężczyzn      | 37:03,9   | 7    | 35.     | [ 2 ]  |
| Tuomas Grönman                                                | Bieg pościgowy mężczyzn      | 38:59,9   | 6    | 55.     | [ 2 ]  |
| Tuomas Grönman                                                | Bieg indywidualny            | 52:44,1   | 3    | 48.     | [ 3 ]  |
| Olli Hiidensalo                                               | Bieg indywidualny            | 54:57,6   | 5    | 73.     | [ 3 ]  |
| Tero Seppälä                                                  | Bieg indywidualny            | 55L:10,8  | 6    | 76.     | [ 3 ]  |
| Tero Seppälä                                                  | bieg ze startu wspólnego (m) | 37:25,0   | 3    | 21.     | [ 4 ]  |
| Kaisa Mäkäräinen                                              | Sprint kobiet                | 22:36,4   | 3    | 25.     | [ 5 ]  |
| Mari Laukkanen                                                | Sprint kobiet                | 24:00,6   | 5    | 64.     | [ 5 ]  |
| Laura Toivanen                                                | Sprint kobiet                | 24:55,4   | 1    | 77.     | [ 5 ]  |
| Venla Lehtonen                                                | Sprint kobiet                | 25:13,7   | 3    | 79.     | [ 5 ]  |
| Kaisa Mäkäräinen                                              | bieg pościgowy kobiet        | 33:22,2   | 6    | 22.     | [ 6 ]  |
| Kaisa Mäkäräinen                                              | Bieg indywidualny            | 43:57,9   | 3    | 13.     | [ 7 ]  |
| Mari Laukkanen                                                | Bieg indywidualny            | 46:03,7   | 4    | 42.     | [ 7 ]  |
| Laura Toivanen                                                | Bieg indywidualny            | 46:42,6   | 3    | 49.     | [ 7 ]  |
| Suvi Minkkinen                                                | Bieg indywidualny            | 48:27,7   | 4    | 69.     | [ 7 ]  |
| Kaisa Mäkäräinen                                              | bieg masowy kobiet           | 36:23,9   | 2    | 10.     | [ 8 ]  |
| Laura Toivanen Kaisa Mäkäräinen Mari Laukkanen Venla Lehtonen | Sztafeta 4 × 6 km            | 1:14:37,2 | 2    | 15.     | [ 9 ]  |
| Laura Toivanen Kaisa Mäkäräinen Tero Seppälär Olli Hiidensalo | sztafeta mieszana            | 1:09:38,2 | 0    | 6.      | [ 10 ] |

### Biegi narciarskie
Mężczyźni
| Zawodnik                                                     | Konkurencja        | Eliminacje | Eliminacje | Ćwierćfinał | Ćwierćfinał | Półfinał | Półfinał | Finał     | Finał   | Źródło |
| Zawodnik                                                     | Konkurencja        | czas       | Pozycja    | czas        | Pozycja     | czas     | Pozycja  | czas      | Pozycja | Źródło |
| ------------------------------------------------------------ | ------------------ | ---------- | ---------- | ----------- | ----------- | -------- | -------- | --------- | ------- | ------ |
| Matti Heikkinen                                              | Bieg na 15 km      | N/A        | N/A        | N/A         | N/A         | N/A      | N/A      | 34:45,4   | 10.     | [ 11 ] |
| Lari Lehtonen                                                | Bieg na 15 km      | N/A        | N/A        | N/A         | N/A         | N/A      | N/A      | 36:01,8   | 31.     | [ 11 ] |
| Perttu Hyvärinen                                             | Bieg na 15 km      | N/A        | N/A        | N/A         | N/A         | N/A      | N/A      | 36:17,2   | 35.     | [ 11 ] |
| Anssi Pentsinen                                              | Bieg na 15 km      | N/A        | N/A        | N/A         | N/A         | N/A      | N/A      | 36:54,9   | 51.     | [ 11 ] |
| Iivo Niskanen                                                | Bieg na 30 km      | N/A        | N/A        | N/A         | N/A         | N/A      | N/A      | 1:17:34,2 | 19.     | [ 12 ] |
| Matti Heikkinen                                              | Bieg na 30 km      | N/A        | N/A        | N/A         | N/A         | N/A      | N/A      | 1:17:55,9 | 21.     | [ 12 ] |
| Lari Lehtonen                                                | Bieg na 30 km      | N/A        | N/A        | N/A         | N/A         | N/A      | N/A      | 1:19:26,6 | 33.     | [ 12 ] |
| Perttu Hyvärinen                                             | Bieg na 30 km      | N/A        | N/A        | N/A         | N/A         | N/A      | N/A      | 1:20:28,5 | 41.     | [ 12 ] |
| Iivo Niskanen                                                | Bieg na 50 km      | N/A        | N/A        | N/A         | N/A         | N/A      | N/A      | 2:08:22,1 | złoto   | [ 13 ] |
| Matti Heikkinen                                              | Bieg na 50 km      | N/A        | N/A        | N/A         | N/A         | N/A      | N/A      | 2:17:34,8 | 25.     | [ 13 ] |
| Perttu Hyvärinen                                             | Bieg na 50 km      | N/A        | N/A        | N/A         | N/A         | N/A      | N/A      | 2:18:38,5 | 29.     | [ 13 ] |
| Ristomatti Hakola                                            | Bieg na 50 km      | N/A        | N/A        | N/A         | N/A         | N/A      | N/A      | 2:22:50,1 | 43.     | [ 13 ] |
| Ristomatti Hakola                                            | Sprint             | 3:08,54    | 1.         | 3:09,41     | 2.          | 3:09,93  | 1.       | 3:26,47   | 6.      | [ 14 ] |
| Iivo Niskanen                                                | Sprint             | 3:16,37    | 21.        | 3:12,20     | 3.          | NQ       | NQ       | NQ        | NQ      | [ 14 ] |
| Lauri Vuorinen                                               | Sprint             | 3:16,69    | 23.        | 3:33,13     | 6.          | NQ       | NQ       | NQ        | NQ      | [ 14 ] |
| Martti Jylhä                                                 | Sprint             | 3:16,79    | 24.        | 3:17,46     | 1.          | 3:14,93  | 5.       | NQ        | NQ      | [ 14 ] |
| Martti Jylhä Ristomatti Hakola                               | Sprint drużynowy   | N/A        | N/A        | N/A         | N/A         | 16:01,41 | 4.       | 16:32,30  | 9.      | [ 15 ] |
| Perttu Hyvärinen Iivo Niskanen Matti Heikkinen Lari Lehtonen | Sztafeta 4 × 10 km | N/A        | N/A        | N/A         | N/A         | N/A      | N/A      | 1:34:45,4 | 4.      | [ 16 ] |

Kobiety
| Zawodnik                                                                   | Konkurencja       | Eliminacje | Eliminacje | Ćwierćfinał | Ćwierćfinał | Półfinał | Półfinał | Finał     | Finał   | Źródło        |
| Zawodnik                                                                   | Konkurencja       | czas       | Pozycja    | czas        | Pozycja     | czas     | Pozycja  | czas      | Pozycja | Źródło        |
| -------------------------------------------------------------------------- | ----------------- | ---------- | ---------- | ----------- | ----------- | -------- | -------- | --------- | ------- | ------------- |
| Krista Pärmäkoski                                                          | Bieg na 10 km     | N/A        | N/A        | N/A         | N/A         | N/A      | N/A      | 25:32,4   | brąz    | [ 17 ]        |
| Riitta-Liisa Roponen                                                       | Bieg na 10 km     | N/A        | N/A        | N/A         | N/A         | N/A      | N/A      | 27:04,8   | 20.     | [ 17 ]        |
| Laura Mononen                                                              | Bieg na 10 km     | N/A        | N/A        | N/A         | N/A         | N/A      | N/A      | 27:15,6   | 23.     | [ 17 ]        |
| Krista Pärmäkoski                                                          | Bieg na 15 km     | N/A        | N/A        | N/A         | N/A         | N/A      | N/A      | 40:55,0   | brąz    | [ 18 ]        |
| Kerttu Niskanen                                                            | Bieg na 15 km     | N/A        | N/A        | N/A         | N/A         | N/A      | N/A      | 42:15,2   | 16.     | [ 18 ]        |
| Laura Mononen                                                              | Bieg na 15 km     | N/A        | N/A        | N/A         | N/A         | N/A      | N/A      | 42:53,0   | 19.     | [ 18 ]        |
| Johanna Matintalo                                                          | Bieg na 15 km     | N/A        | N/A        | N/A         | N/A         | N/A      | N/A      | 43:02,4   | 24.     | [ 18 ]        |
| Krista Pärmäkoski                                                          | Bieg na 30 km     | N/A        | N/A        | N/A         | N/A         | N/A      | N/A      | 1:24:07,1 | srebro  | [ 19 ]        |
| Kerttu Niskanen                                                            | Bieg na 30 km     | N/A        | N/A        | N/A         | N/A         | N/A      | N/A      | 1:25:19,2 | 6.      | [ 19 ]        |
| Johanna Matintalo                                                          | Bieg na 30 km     | N/A        | N/A        | N/A         | N/A         | N/A      | N/A      | 1:28:58,2 | 18.     | [ 19 ]        |
| Aino-Kaisa Saarinen                                                        | Bieg na 30 km     | N/A        | N/A        | N/A         | N/A         | N/A      | N/A      | 1:30:32,2 | 20.     | [ 19 ]        |
| Krista Pärmäkoski                                                          | Sprint            | 3:12,30    | 3.         | 3:11,97     | 2.          | 3:12,04  | 5.       | NQ        | NQ      | [ 20 ] [ 21 ] |
| Johanna Matintalo                                                          | Sprint            | 3:19,04    | 19.        | 3:16,92     | 4.          | NQ       | NQ       | NQ        | NQ      | [ 20 ] [ 21 ] |
| Kerttu Niskanen                                                            | Sprint            | 3:20,48    | 24.        | 3:19,84     | 5.          | NQ       | NQ       | NQ        | NQ      | [ 20 ] [ 21 ] |
| Aino-Kaisa Saarinen                                                        | Sprint            | 3:24,02    | 30.        | 3:19,18     | 5.          | NQ       | NQ       | NQ        | NQ      | [ 20 ] [ 21 ] |
| Mari Laukkanen Krista Pärmäkoski                                           | Sprint drużynowy  | N/A        | N/A        | N/A         | N/A         | 16:31,54 | 4.       | 16:19,18  | 5.      | [ 22 ]        |
| Aino-Kaisa Saarinen Kerttu Niskanen Riitta-Liisa Roponen Krista Pärmäkoski | Sztafeta 4 × 5 km | N/A        | N/A        | N/A         | N/A         | N/A      | N/A      | 52:26,9   | 4.      | [ 23 ]        |

### Curling
| Drużyna                    | Konkurencja            | Faza grupowa           | Faza grupowa     | Faza grupowa          | Faza grupowa     | Faza grupowa     | Faza grupowa     | Faza grupowa            | Faza grupowa     | Faza grupowa     | Faza grupowa | Tie-breaker      | Półfinały        | Finał/3.miejsce  | Pozycja | Źródło |
| Drużyna                    | Konkurencja            | Przeciwnik Wynik       | Przeciwnik Wynik | Przeciwnik Wynik      | Przeciwnik Wynik | Przeciwnik Wynik | Przeciwnik Wynik | Przeciwnik Wynik        | Przeciwnik Wynik | Przeciwnik Wynik | Pozycja      | Przeciwnik Wynik | Przeciwnik Wynik | Przeciwnik Wynik | Pozycja | Źródło |
| -------------------------- | ---------------------- | ---------------------- | ---------------- | --------------------- | ---------------- | ---------------- | ---------------- | ----------------------- | ---------------- | ---------------- | ------------ | ---------------- | ---------------- | ---------------- | ------- | ------ |
| Oona Kauste Tomi Rantamäki | turniej par mieszanych | Korea Południowa · 4:9 | Szwajcaria · 6:7 | Sportowcy z Rosji 5:7 | Kanada · 2:8     | Norwegia · 6:7   | Chiny · 5:10     | Stany Zjednoczone · 7:5 | N/A              | N/A              | 8.           | NQ               | NQ               | NQ               | 8.      | [ 24 ] |

### Hokej na lodzie
Turniej mężczyzn
Reprezentacja mężczyzn
| - Mikko Koskinen - Juha Metsola - Karri Rämö - Miro Heiskanen - Juuso Hietanen - Tommi Kivistö - Miika Koivisto - Lasse Kukkonen - Mikko Lehtonen - Sami Lepistö - Atte Ohtamaa - Marko Anttila - Jonas Enlund |  | - Teemu Hartikainen - Joonas Kemppainen - Petri Kontiola - Jarno Koskiranta - Julius Junttila - Jani Lajunen - Sakari Manninen - Oskar Osala - Jukka Peltola - Mika Pyörälä - Veli-Matti Savinainen - Eeli Tolvanen |

| Drużyna   | Konkurencja | Faza grupowa     | Faza grupowa     | Faza grupowa     | Faza grupowa | Runda kwalifikacyjna | Ćwierćfinały     | Półfinały        | Finał            | Pozycja | Źródło |
| Drużyna   | Konkurencja | Przeciwnik Wynik | Przeciwnik Wynik | Przeciwnik Wynik | Pozycja      | Przeciwnik Wynik     | Przeciwnik Wynik | Przeciwnik Wynik | Przeciwnik Wynik | Pozycja | Źródło |
| --------- | ----------- | ---------------- | ---------------- | ---------------- | ------------ | -------------------- | ---------------- | ---------------- | ---------------- | ------- | ------ |
| Finlandia | mężczyźni   | Niemcy 5:2       | Norwegia 5:1     | Szwecja 1:3      | 2.           | Korea Południowa 5:2 | Kanada 0:1       | NQ               | NQ               | NQ      | [ 25 ] |

Turniej kobiet
Reprezentacja kobiet
| - Meeri Räisänen - Noora Räty - Eveliina Suonpää - Jenni Hiirikoski - Mira Jalosuo - Isa Rahunen - Rosa Lindstedt - Ella Viitasuo - Minnamari Tuominen - Ronja Savolainen - Venla Hovi - Linda Välimäki |  | - Anniina Rajahuhta - Riikka Välilä - Petra Nieminen - Emma Nuutinen - Sanni Hakala - Noora Tulus - Sara Säkkinen - Saila Saari - Michelle Karvinen - Tanja Niskanen - Susanna Tapani |

| Drużyna   | Konkurencja | Faza grupowa          | Faza grupowa     | Faza grupowa              | Faza grupowa | Ćwierćfinały     | Półfinały             | Finał                     | Pozycja | Źródło |
| Drużyna   | Konkurencja | Przeciwnik Wynik      | Przeciwnik Wynik | Przeciwnik Wynik          | Pozycja      | Przeciwnik Wynik | Przeciwnik Wynik      | Przeciwnik Wynik          | Pozycja | Źródło |
| --------- | ----------- | --------------------- | ---------------- | ------------------------- | ------------ | ---------------- | --------------------- | ------------------------- | ------- | ------ |
| Finlandia | kobiety     | Stany Zjednoczone 1:3 | Kanada 1:4       | Olimpijczycy rosyjscy 5:1 | 3.           | Szwecja 7:2      | Stany Zjednoczone 0:5 | Olimpijczycy rosyjscy 3:2 | brąz    | [ 25 ] |

### Kombinacja norweska
| Zawodnik                                              | Konkurencja             | Skoki narciarskie       | Skoki narciarskie     | Skoki narciarskie | Skoki narciarskie | Bieg narciarski                 | Bieg narciarski | Bieg narciarski | Strata   | Pozycja | Źródło        |
| Zawodnik                                              | Konkurencja             | Odległość               | Nota                  | Pozycja           | Strata czasowa    | Czas biegu                      | Pozycja         | Czas łączny     | Strata   | Pozycja | Źródło        |
| ----------------------------------------------------- | ----------------------- | ----------------------- | --------------------- | ----------------- | ----------------- | ------------------------------- | --------------- | --------------- | -------- | ------- | ------------- |
| Eero Hirvonen                                         | skocznia normalna/10 km | 102,0                   | 118,0                 | 6.                | + 0:50            | 24"53,0                         | 19.             | 25:43,0         | + 0:51,6 | 6.      | [ 26 ] [ 27 ] |
| Ilkka Herola                                          | skocznia normalna/10 km | 97,0                    | 99,7                  | 17.               | + 2:04            | 23:52,9                         | 2.              | 25:56,9         | + 1:05,5 | 8.      | [ 26 ] [ 27 ] |
| Arttu Mäkiaho                                         | skocznia normalna/10 km | 91,0                    | 85,2                  | 34.               | + 3:02            | 25:25,3                         | 31.             | 28:27,3         | + 3:35,9 | 36.     | [ 26 ] [ 27 ] |
| Hannu Manninen                                        | skocznia normalna/10 km | 90,0                    | 85,2                  | 34.               | + 3:02            | 24:27,8                         | 8.              | 27:29,8         | + 2:38,4 | 23.     | [ 26 ] [ 27 ] |
| Eero Hirvonen                                         | skocznia duża/10 km     | 132,5                   | 127,9                 | 7.                | + 0:44            | 23:30,6                         | 9.              | 24:14,6         | + 22,1   | 6.      | [ 28 ] [ 29 ] |
| Ilkka Herola                                          | skocznia duża/10 km     | 119,5                   | 103,6                 | 28.               | + 2:21            | 23:25,2                         | 5.              | 25:46,2         | + 1:53,7 | 18.     | [ 28 ] [ 29 ] |
| Leevi Mutru                                           | skocznia duża/10 km     | 111,0                   | 81,9                  | 41.               | + 3:48            | 23:30,3                         | 8.              | 27:18,3         | + 3:25,8 | 31.     | [ 28 ] [ 29 ] |
| Arttu Mäkiaho                                         | skocznia duża/10 km     | 108,0                   | 81,7                  | 42.               | + 3:49            | 24:12,3                         | 24.             | 28:01,3         | + 4:08,8 | 38.     | [ 28 ] [ 29 ] |
| Ilkka Herola Leevi Mutru Hannu Manninen Eero Hirvonen | Drużynowo               | 133,0 108,0 116,0 133,5 | 116,6 61,3 82,4 121,0 | 7.                | + 1:58            | 11:26,5 11:41,0 12:08,3 11:26,7 | 3.              | 48:40,5         | + 2:30,7 | 6.      | [ 30 ] [ 31 ] |

### Łyżwiarstwo figurowe
| Zawodnik      | Konkurencja | Program krótki | Program krótki | Program dowolny | Program dowolny | Łączna nota | Pozycja | Źródło |
| Zawodnik      | Konkurencja | Nota           | Pozycja        | Nota            | Pozycja         | Łączna nota | Pozycja | Źródło |
| ------------- | ----------- | -------------- | -------------- | --------------- | --------------- | ----------- | ------- | ------ |
| Emmi Peltonen | solistki    | 55,28          | 18.            | 101,86          | 21.             | 157,14      | 20.     | [ 32 ] |

### Łyżwiarstwo szybkie
| Zawodnik      | Konkurencja     | Czas    | Miejsce | Źródło |
| ------------- | --------------- | ------- | ------- | ------ |
| Mika Poutala  | 500 m mężczyzn  | 34,68   | 4.      | [ 33 ] |
| Pekka Koskela | 500 m mężczyzn  | 35,192  | 19.     |        |
| Mika Poutala  | 1000 m mężczyzn | 1:09,58 | 16.     | [ 34 ] |
| Pekka Koskela | 1000 m mężczyzn | 1:11,76 | 36.     | [ 34 ] |
| Elina Risku   | 500 m kobiet    | 39,36   | 28.     | [ 35 ] |

### Narciarstwo alpejskie
| Zawodnik      | Konkurencja         | 1 przejazd | 1 przejazd | 2 przejazd | 2 przejazd | Łącznie | Łącznie | Źródło |
| Zawodnik      | Konkurencja         | Czas       | Pozycja    | Czas       | Pozycja    | Czas    | Pozycja | Źródło |
| ------------- | ------------------- | ---------- | ---------- | ---------- | ---------- | ------- | ------- | ------ |
| Andreas Romar | zjazd (m)           | N/A        | N/A        | N/A        | N/A        | 1:43,78 | 31.     | [ 36 ] |
| Andreas Romar | supergigant (m)     | N/A        | N/A        | N/A        | N/A        | 1:27,70 | 31.     | [ 37 ] |
| Samu Torsti   | slalom gigant (m)   | 1:10,93    | 22.        | 1:10,44    | 11.        | 2:21,37 | 17.     | [ 38 ] |
| Andreas Romar | superkombinacja (m) | 1:21,94    | 35.        | 49,58      | 22.        | 2:11,52 | 24.     | [ 39 ] |

### Narciarstwo dowolne
Jazda po muldach
| Zawodnicy      | Konkurencja               | Kwalifikacje | Kwalifikacje | Kwalifikacje | Kwalifikacje | Kwalifikacje | Kwalifikacje | Finał      | Finał      | Finał      | Finał      | Finał      | Finał      | Finał      | Finał      | Finał      | Źródło               |
| Zawodnicy      | Konkurencja               | Przejazd 1   | Przejazd 1   | Przejazd 1   | Przejazd 2   | Przejazd 2   | Przejazd 2   | Przejazd 1 | Przejazd 1 | Przejazd 1 | Przejazd 2 | Przejazd 2 | Przejazd 2 | Przejazd 3 | Przejazd 3 | Przejazd 3 | Źródło               |
| Zawodnicy      | Konkurencja               | Czas         | Punkty       | Miejsce      | Czas         | Punkty       | Miejsce      | Czas       | Punkty     | Miejsce    | Czas       | Punkty     | Miejsce    | Czas       | Punkty     | Miejsce    | Źródło               |
| -------------- | ------------------------- | ------------ | ------------ | ------------ | ------------ | ------------ | ------------ | ---------- | ---------- | ---------- | ---------- | ---------- | ---------- | ---------- | ---------- | ---------- | -------------------- |
| Jimi Salonen   | jazda po muldach mężczyzn | 28,48        | 43,18        | 27.          | 24,92        | 75,25        | 8.           | 25,15      | 72,76      | 16.        | NQ         | NQ         | NQ         | NQ         | NQ         | NQ         | [ 40 ] [ 41 ] [ 42 ] |
| Jussi Penttala | jazda po muldach mężczyzn | 27,32        | 30,15        | 28.          | 27,68        | 67,96        | 19.          | NQ         | NQ         | NQ         | NQ         | NQ         | NQ         | NQ         | NQ         | NQ         | [ 40 ] [ 41 ] [ 42 ] |

Slopestyle
| Zawodnicy    | Konkurencja         | Kwalifikacje | Kwalifikacje | Kwalifikacje | Kwalifikacje | Finał   | Finał   | Finał   | Finał     | Finał   | Źródło        |
| Zawodnicy    | Konkurencja         | Ślizg 1      | Ślizg 2      | Najlepszy    | Miejsce      | Ślizg 1 | Ślizg 2 | Ślizg 3 | Najlepszy | Miejsce | Źródło        |
| ------------ | ------------------- | ------------ | ------------ | ------------ | ------------ | ------- | ------- | ------- | --------- | ------- | ------------- |
| Joona Kangas | slopestyle mężczyzn | 47,80        | 48,80        | 48,80        | 26.          | NQ      | NQ      | NQ      | NQ        | NQ      | [ 43 ] [ 44 ] |

### Skoki narciarskie
Mężczyźni
| Konkurencja                                             | Skoczek                   | Kwalifikacje | Kwalifikacje | Kwalifikacje | Skok 1                  | Skok 1               | Skok 2                  | Skok 2                | Nota  | Pozycja | Źródło               |
| Konkurencja                                             | Skoczek                   | odległość    | Nota         | Miejsce      | odległość               | Nota                 | odległość               | Nota                  | Nota  | Pozycja | Źródło               |
| ------------------------------------------------------- | ------------------------- | ------------ | ------------ | ------------ | ----------------------- | -------------------- | ----------------------- | --------------------- | ----- | ------- | -------------------- |
| Andreas Alamommo                                        | Skocznia normalna         | 90,0         | 98,3         | 35.          | 94,0                    | 91,3                 | NQ                      | NQ                    | 91,3  | 38.     | [ 45 ] [ 46 ] [ 47 ] |
| Janne Ahonen                                            | Skocznia normalna         | 89,0         | 95,8         | 37.          | 90,5                    | 85,1                 | NQ                      | NQ                    | 85,1  | 40.     | [ 45 ] [ 46 ] [ 47 ] |
| Antti Aalto                                             | Skocznia normalna         | 87,5         | 93,6         | 42.          | 80,0                    | 60,8                 | NQ                      | NQ                    | 60,8  | 50.     | [ 45 ] [ 46 ] [ 47 ] |
| Eetu Nousiainen                                         | Skocznia normalna         | 87,0         | 85,5         | 50.          | 83,0                    | 68,0                 | NQ                      | NQ                    | 68,0  | 49.     | [ 45 ] [ 46 ] [ 47 ] |
| Antti Aalto                                             | Skocznia duża             | 133,0        | 1009,3       | 20.          | 121,5                   | 105,7                | NQ                      | NQ                    | 105,7 | 37.     | [ 48 ] [ 49 ] [ 50 ] |
| Andreas Alamommo                                        | Skocznia duża             | 129,5        | 97,7         | 29.          | 120,0                   | 107,6                | NQ                      | NQ                    | 107,6 | 34.     | [ 48 ] [ 49 ] [ 50 ] |
| Janne Ahonen                                            | Skocznia duża             | 119,0        | 90,8         | 36.          | 124,5                   | 110,6                | 115,5                   | 100,0                 | 210,6 | 27.     | [ 48 ] [ 49 ] [ 50 ] |
| Jarkko Määttä                                           | Skocznia duża             | 116,5        | 79,0         | 43.          | 122,0                   | 105,7                | NQ                      | NQ                    | 105,7 | 38.     | [ 48 ] [ 49 ] [ 50 ] |
| Julia Kykkänen                                          | skocznia normalna kobiety | N/A          | N/A          | N/A          | 85,0                    | 77,2                 | 84,0                    | 75,4                  | 152,6 | 23.     | [ 51 ]               |
| Janne Ahonen Andreas Alamommo Jarkko Määttä Antti Aalto | Konkurs drużynowy         | N/A          | N/A          | N/A          | 122,5 117,0 118,0 115,0 | 109,7 97,3 97,6 92,9 | 120,5 115,5 113,5 118,5 | 104,6 94,8 89,5 104,0 | 790,4 | 8.      | [ 52 ]               |

### Snowboarding
Big Air
| Zawodnik         | Konkurencja | Kwalifikacje | Kwalifikacje | Kwalifikacje | Kwalifikacje | Finał      | Finał      | Finał      | Finał | Finał   | Źródło        |
| Zawodnik         | Konkurencja | Przejazd 1   | Przejazd 2   | wynik        | Miejsce      | Przejazd 1 | Przejazd 2 | Przejazd 3 | wynik | Pozycja | Źródło        |
| ---------------- | ----------- | ------------ | ------------ | ------------ | ------------ | ---------- | ---------- | ---------- | ----- | ------- | ------------- |
| Rene Rinnekangas | mężczyźni   | 43,75        | 83,00        | 83,00        | 10.          | NQ         | NQ         | NQ         | NQ    | NQ      | [ 53 ] [ 54 ] |
| Peetu Piiroinen  | mężczyźni   | 43,50        | 87,25        | 87,25        | 8.           | NQ         | NQ         | NQ         | NQ    | NQ      | [ 53 ] [ 54 ] |
| Roope Tonteri    | mężczyźni   | 86,50        | 47,50        | 86,50        | 9.           | NQ         | NQ         | NQ         | NQ    | NQ      | [ 53 ] [ 54 ] |
| Kalle Järvilehto | mężczyźni   | 83,25        | 44,75        | 83,25        | 12.          | NQ         | NQ         | NQ         | NQ    | NQ      | [ 53 ] [ 54 ] |
| Enni Rukajärvi   | kobiety     | 68,75        | 49,75        | 68,75        | 16.          | NQ         | NQ         | NQ         | NQ    | NQ      | [ 55 ]        |

| Zawodnik         | Konkurencja         | Kwalifikacje | Kwalifikacje | Kwalifikacje | Kwalifikacje | Finał   | Finał   | Finał   | Finał | Finał   | Źródło        |
| Zawodnik         | Konkurencja         | Zjazd 1      | Zjazd 2      | Wynik        | Miejsce      | Zjazd 1 | Zjazd 2 | Zjazd 3 | wynik | Pozycja | Źródło        |
| ---------------- | ------------------- | ------------ | ------------ | ------------ | ------------ | ------- | ------- | ------- | ----- | ------- | ------------- |
| Peetu Piiroinen  | halfpipe mężczyzn   | 14,25        | 77,50        | 77,50        | 11.          | 4,50    | 12,75   | 13,50   | 13,50 | 12.     | [ 56 ] [ 57 ] |
| Markus Malin     | halfpipe mężczyzn   | 30,25        | 63,50        | 63,50        | 19.          | NQ      | NQ      | NQ      | NQ    | NQ      | [ 56 ] [ 57 ] |
| Janne Korpi      | halfpipe mężczyzn   | 4,50         | 22,50        | 22,50        | 28.          | NQ      | NQ      | NQ      | NQ    | NQ      | [ 56 ] [ 57 ] |
| Roope Tonteri    | slopestyle mężczyzn | 72,60        | 38,08        | 72,60        | 7.           | NQ      | NQ      | NQ      | NQ    | NQ      | [ 58 ] [ 59 ] |
| Peetu Piiroinen  | slopestyle mężczyzn | 69,26        | 43,43        | 69,26        | 10.          | NQ      | NQ      | NQ      | NQ    | NQ      | [ 58 ] [ 59 ] |
| Rene Rinnekangas | slopestyle mężczyzn | 24,86        | 37,91        | 37,91        | 13.          | NQ      | NQ      | NQ      | NQ    | NQ      | [ 58 ] [ 59 ] |
| Kalle Järvilehto | slopestyle mężczyzn | 15,56        | 31,10        | 31,10        | 15.          | NQ      | NQ      | NQ      | NQ    | NQ      | [ 58 ] [ 59 ] |
| Enni Rukajärvi   | slopestyle kobiet   | N/A          | N/A          | N/A          | N/A          | 45,85   | 75,38   | N/A     | 15,38 | brąz    | [ 60 ]        |

| Konkurencja    | Zawodnik       | Rozstawienie | Rozstawienie | 1/8 finału | Ćwierćfinał | Półfinał | Finał   | Finał   | Źródło               |
| Konkurencja    | Zawodnik       | Czas         | Miejsce      | Pozycja    | Pozycja     | Pozycja  | Pozycja | Miejsce | Źródło               |
| -------------- | -------------- | ------------ | ------------ | ---------- | ----------- | -------- | ------- | ------- | -------------------- |
| Anton Lindfors | cross mężczyzn | 1:15,01      | 23.          | 3.         | 3.          | 5.       | 3.      | 9.      | [ 61 ] [ 62 ] [ 63 ] |